# Аствацатур (поэт)
Аствацатур (арм. Աստուածատուր, даты рождения и смерти неизвестны) — армянский поэт XVI или XVII века.
Биографические данные отсутствуют. Известен по единственной поэме о вине, винограде и виноградниках.
Мотив вина как священного христианского напитка часто использовался в армянской лирике ещё с раннего средневековья, но только с XVI—XVII веков начинается представление вина как любимого народом крепкого напитка. В этой связи примечательна поэма Аствацатура. Он рассматривает вино, с одной стороны, в библейском контексте, как животворящий напиток, с другой же стороны упоминает о его "земном" происхождении, описывая красоту виноградных лоз, и как они превращаются в вино. Несмотря на свою "животворящую" силу, вино у него напиток смертных, причём одинаково хороший и для принца, и для крестьянина. Судя по тексту, Аствацатур, однако, прекрасно знал о вреде пьянствования.